# Ewa Kassala
Ewa Kassala, nacida en Polonia como Dorota Stasikowska-Woźniak, es una escritora, periodista, formadora, creadora de acciones sociales, creadora de presentación personal  e imagen pública, guionista y anfitriona para una  serie de programas de televisión, conferencias, convenciones y sesiones, principalmente para mujeres.

## Actividad social
También ha sido coordinadora de proyectos sociales y de investigación tanto a escala nacional como global, presidenta del sistema temático nacional EQUAL; Plenipotenciario público de voivoda en Silesia para la Igualdad de Géneros, miembro del Comité Coordinador Noruego de Movimientos Financieros. Ella ha fundado y dirigido, entre otros, Soroptimist International Silesian Club Nike y Silesian Center of Equal Chances. Ella ha sido galardonada con premios y méritos, entre otros: "Empresaria del Año", "Chapeau bas", Soroptimist International "Steel Carnation", "Reina de la Caridad". También llevó a Polonia la organización de beneficio público Dress for Success (Vestir para el éxito), que ahora supervisa.

## Obra

### Algunas publicaciones
- "Cleopatra", Oficyna Wydawnicza Leksykon, 1995, 83-86242-57-4
- "Retrato de mujer en la era de la perdición", Videograf II, 1999, 83-7183-100-5}
- "Mandrágora", Burda Książki, 2014, 978-8377786-11-6
- "Las Pasiones de Cleopatra: La Vida Secreta de la Reina del Nilo", Royal Hawaiian Press, 2017, ISBN 978-1-945544-31-6
- "Divina Nefertiti - Amor - Poder - Oro", Royal Hawaiian Press, 2018 978-1-947228-09-2
- "Hatshepsut - La historia secreta de la reina perdida de Egipto", Royal Hawaiian Press, 2018, 978-1-947228-50-4

Ella es también una autora de guías: 
- "Discursos públicos y creación de imagen", Śląskie Centrum Równych Szans, 2005, 83-910203-0-4
- "Cómo ser una dama moderna", Polski Dom Kreacji, 2009, 978-83-61222-00-2
- "Guía de una bruja moderna", Novum, 2000, 83-910203-5-5
- "Vestir para el éxito", G+J Książki, 2013, 978-83-7778-591-1